# Trwyn Dwlban
Trwyn Dwlban är en udde i Storbritannien.   Den ligger i riksdelen Wales, i den sydvästra delen av landet, 300 km nordväst om huvudstaden London.
Terrängen inåt land är platt. Havet är nära Trwyn Dwlban åt nordost. Runt Trwyn Dwlban är det ganska tätbefolkat, med 62 invånare per kvadratkilometer. Närmaste större samhälle är Bangor, 10,9 km söder om Trwyn Dwlban. Trakten runt Trwyn Dwlban består i huvudsak av gräsmarker.